# Хамзат Нашхоевский
Хамзат Нашхоевский (чечен. Нашхойн Хьамзат) — военно-политический деятель Северо-Кавказского имамата, чеченский абрек. Участник Кавказской войны. Выходец из Притеречья (Верхний Наур), после восстания летом 1840 года в Чечне переселился в округ Гехи. Предводитель одного из отрядов наиба Ахбердил Мухаммеда. Со своей группой совершал походы за Терек, в ходе одного из таких погиб в стычке с царским отрядом осенью 1841 года.

## Биография
Родился в селе Лакха-Невре (Верхний Наур) ныне Надтеречного района Чечни.
В 1840 году участвовал крупном восстании в Чечне, которое способствовало возрождению популярности и авторитета имама Шамиля.
Россия сосредоточила на Кавказе военные силы во многом превосходящие по численности и вооружению силы Имамата. В 1840 году был отправлен карательный отряд генерала Граббе для подавления восстания в Чечне. Они прошли через Шалажи и двинулись к аулу Нурикой на реке Гехи — одному из самых населённых и богатых в Чечне. Хамзат, будучи известным абреком, возглавлял объединённый отряд гехинцев и верхненаурцев, скрывавшийся в горах. Он был из Верхнего Наура, но благодаря родственным связям и знакомствам знал местность Гехи. Имел популярность в народе, местные барды слагали о нём песни. Русские о его деятельности также были осведомлены. Небольшая партия горцев Хамзата постоянно тревожила Терскую линию. По некоторым письменным источникам, набеги были в большинстве случаев успешными. Хамзат не разрывал связей с гехинцами и, когда была опасность в Лакха-Невре из-за Терека, он перебирался в Гехи.
11 июля 1840 года участвовал в сражении с войсками генерал-лейтенанта А. В. Галафеева у реки Валерик (чечен. Валарг-хи) в качестве командира одного из отрядов.

## Память
- В селении, где он проживал его именем названа одна из улиц.
- Сохранилась старинная чеченская песня про абрека Хамзата Нашхоевского из Притеречья. Её спел Фёдор Шаляпин абреку Зелимхану. По сюжету песни отряд Хамзата попал во вражеское окружение, им предложили сдатья, на что абрек ответил[3]:

Вскричал тут Хамзат муталимам:
«Сражайтесь неутомимо!
А вы, перелетные птицы,
В Гехи полетите проститься.
За нас полетите проститься,
Скажите, как стали мы биться.
Скажите красавицам ясным,
Что умерли мы не напрасно»…